# Gypsophila paniculata
Gypsophile paniculée
Espèce
Synonymes
- Arrostia paniculata Raf.[1]
- Gypsophila effusa Tausch[1]
- Gypsophila hungarica Borbás[1]
- Gypsophila manginii auct.[1]
- Gypsophila paniculata var. adenopoda Borbás ex Hallier[1]
- Gypsophila tatarica Gueldenst.[1]
- Lychnis procera Ledeb.[1]
- Saponaria paniculata (L.) H.Neumayer[1]
- Silene paniculata E.H.L.Krause[1]

La gypsophile paniculée (Gypsophila paniculata) est une herbacée de la famille des Caryophyllaceae. Elle est utilisée notamment comme plante ornementale au jardin ou bien dans la composition des bouquets. Elle est caractérisée par la multitude de petites fleurs sur une inflorescence très ramifiée qui lui vaut le nom vernaculaire de Gypsophile nuage ou Souffle de bébé (au Québec).

## Description de l'espèce

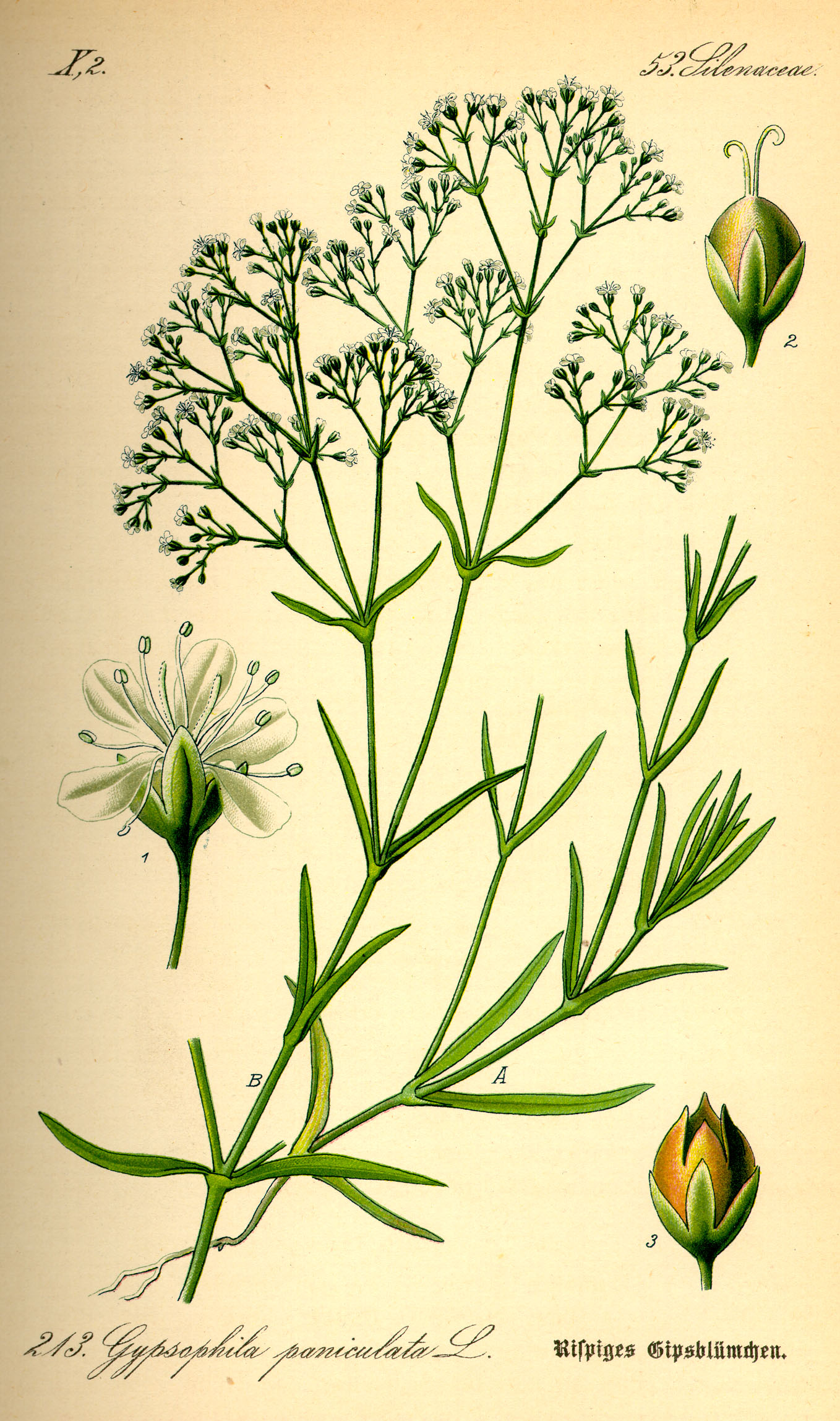
Planche botanique
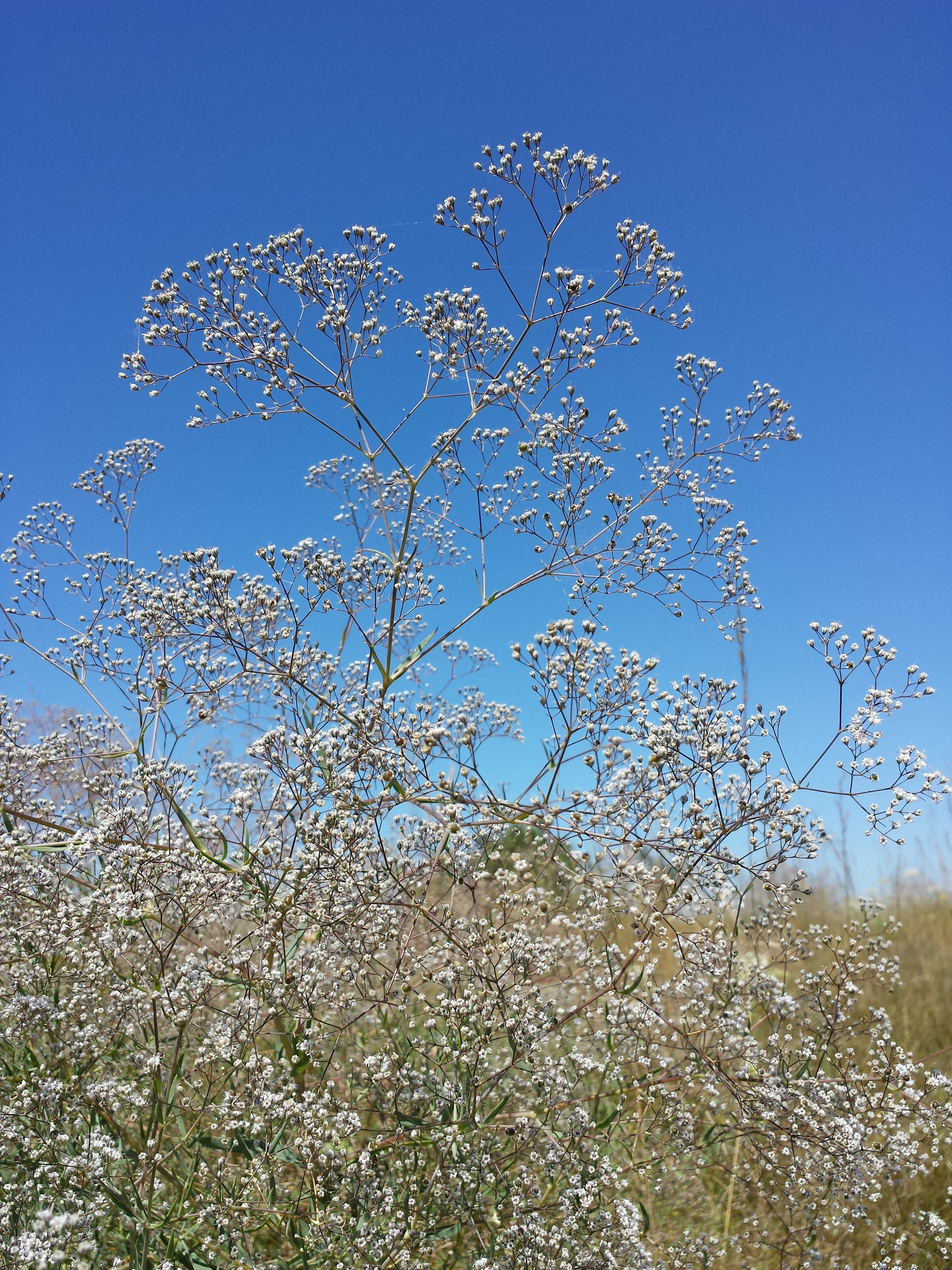
Inflorescence
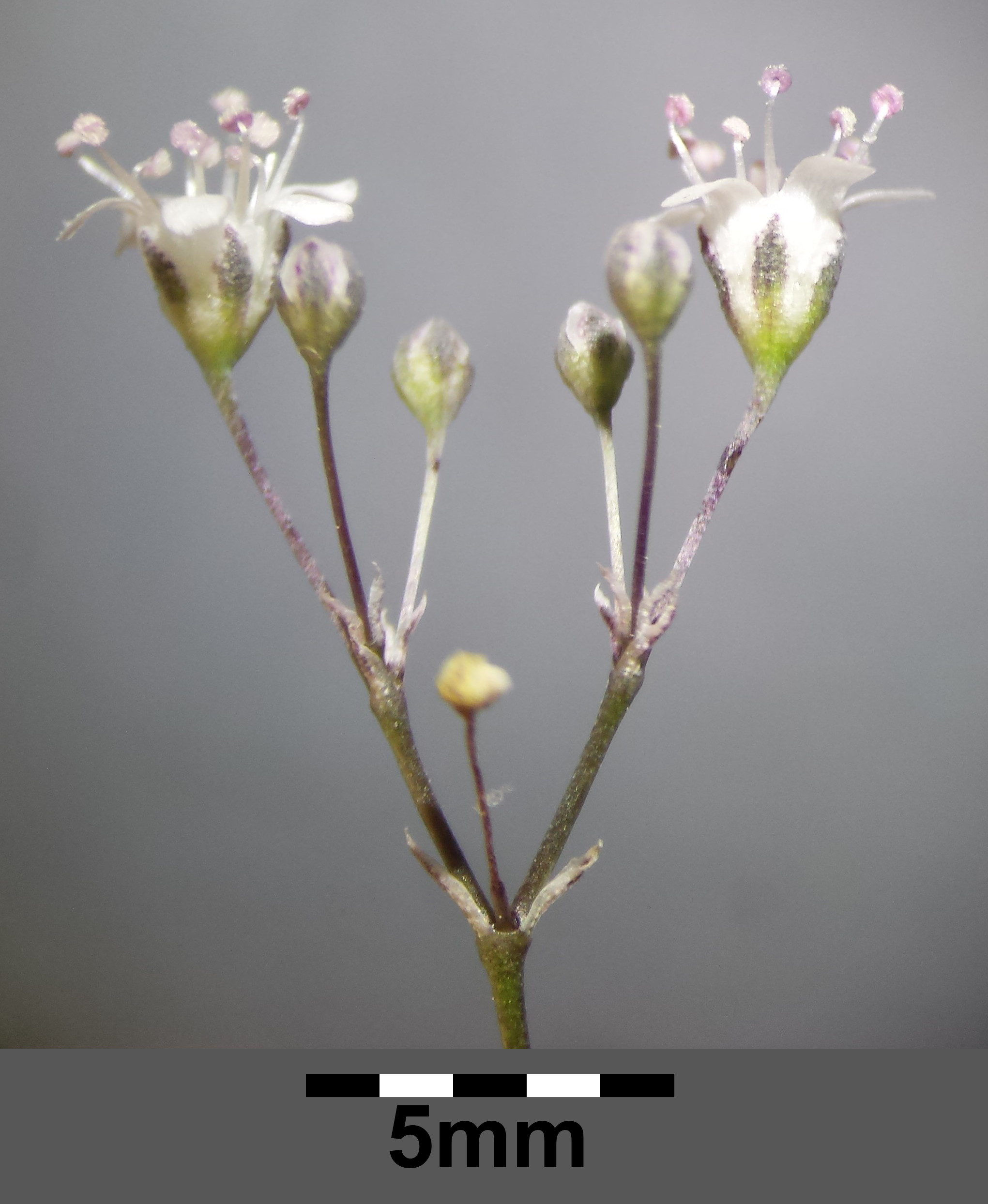
Détail d'inflorescence
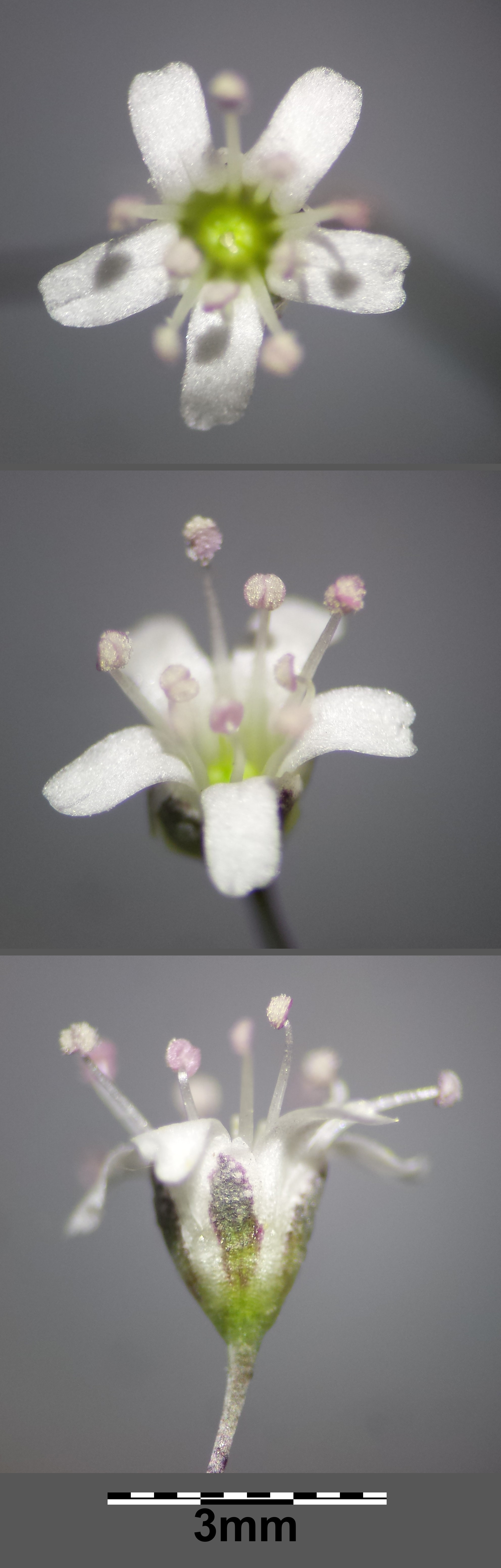
Fleurs

## Liste des sous-espèces et variétés
Selon Catalogue of Life (8 janvier 2017) :
- variété Gypsophila paniculata var. araratica

Selon Tropicos (8 janvier 2017) (Attention liste brute contenant possiblement des synonymes) :
- sous-espèce Gypsophila paniculata subsp. bicolor Freyn & Sint.
- variété Gypsophila paniculata var. adenopoda Borbás ex Hallier
- variété Gypsophila paniculata var. araratica Hub.-Mor.
- variété Gypsophila paniculata var. effusa Fenzl
- variété Gypsophila paniculata var. hirta Gruner
- variété Gypsophila paniculata var. latifolia Hohen.
- variété Gypsophila paniculata var. paniculata

## Utilisation

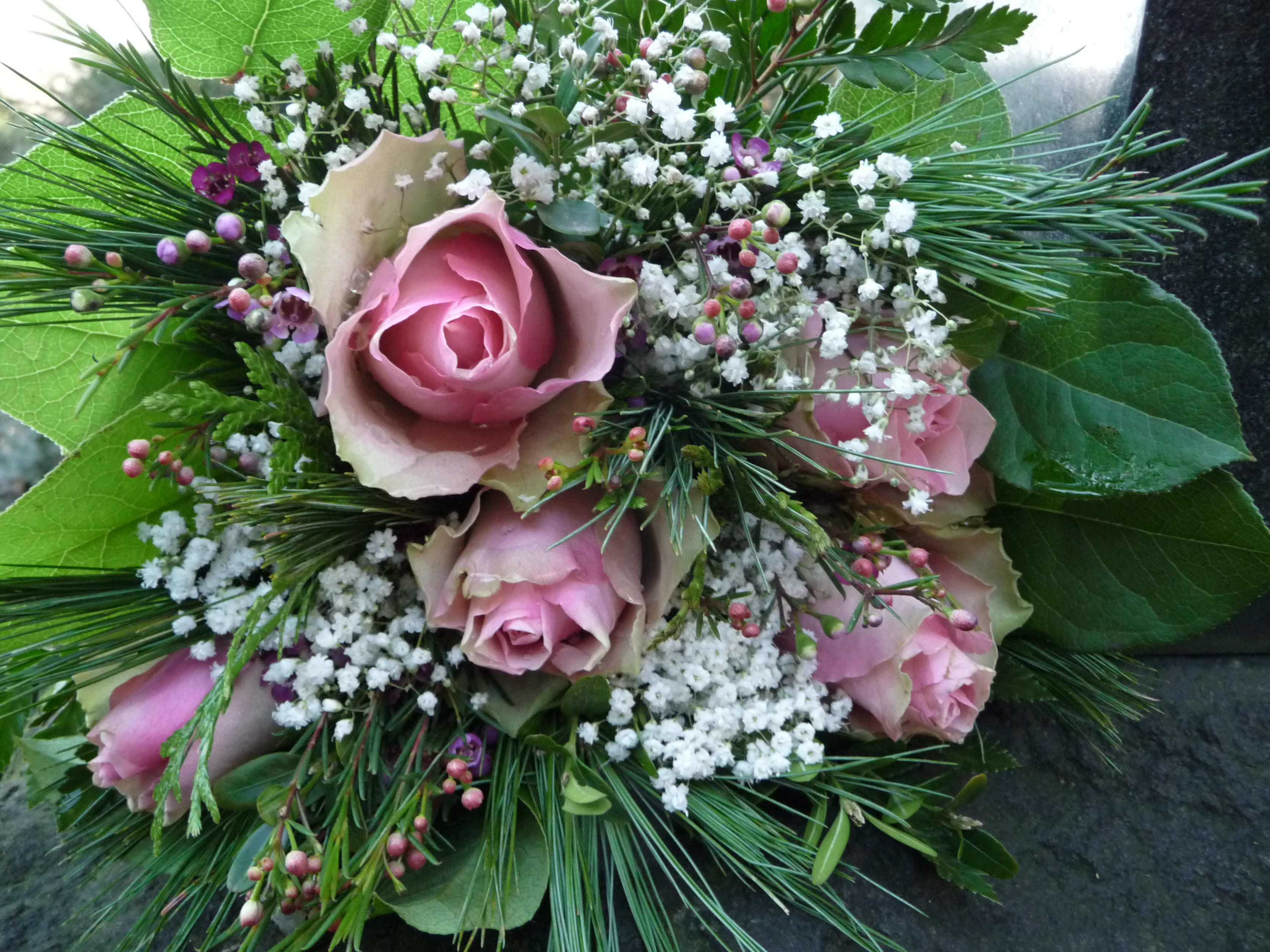
utilisation de la Gypsophile paniculée dans un bouquet de roses

C'est une plante ornementale, de hauteur variable (tiges de 0,30 m à 0,80 mètre) qui apporte de la légèreté aux massifs floraux, une fleur à couper pour agrémenter les bouquets, mais aussi une plante médicinale.